# Dendropsophus dutrai
Dendropsophus dutrai är en groddjursart som först beskrevs av Gomes och Peixoto 1996.  Dendropsophus dutrai ingår i släktet Dendropsophus och familjen lövgrodor. IUCN kategoriserar arten globalt som otillräckligt studerad. Inga underarter finns listade i Catalogue of Life.